# Michael J. Drinkwater
Michael J. Drinkwater (...) è un astronomo australiano.
È un astronomo australiano che si occupa principalmente di galassie. Drinkwater si è laureato nel 1984 presso l'Università di Sydney e ha conseguito il dottorato presso l'Università di Cambridge nel 1988. Ha lavorato in varie università in Canada e in Australia, attualmente insegna presso l'University of Queensland a Brisbane (Queensland, Australia). Drinkwater è membro della Unione Astronomica Internazionale e partecipa ai lavori delle Commissioni 28 (Galassie) e 47 (Cosmologia) della Sezione VIII.

## Scoperte
Drinkwater ha scoperto un nuovo tipo di galassia, le Galassie nane ultra-compatte (UCD, Ultra-Compact Dwarf in inglese).
Ha inoltre coscoperto nel 1992 con Robert H. McNaught due supernove extragalattiche, 1992D e 1992E e coscoperto due comete, la C/1995 Q2 Hartley-Drinkwater e la C/1996 J1 Evans-Drinkwater.